# 门罗主义
門羅主義（英語：Monroe Doctrine）是美国总统詹姆斯·门罗的一種思想觀點，是一项关于美洲大陆控制权的美国外交政策。表明美國政府認為歐洲列強在未來不應再進一步殖民美洲，或涉足美國與墨西哥等美洲國家之主權相關事務。對於歐洲各國之間的爭端，或各國與其美洲殖民地之間的爭端，美國基本上保持中立。但若相關戰事發生於美洲，美國將視為具敵意之行為。這是美國涉外事務之轉捩點，直到世界大戰的爆發才有所改變。直到19世纪末，门罗的声明被视为定义美国基本外交政策的起始点，也是持续时间最长的意识形态之一。许多美国政治家都曾援引该声明，包括尤里西斯·格蘭特、西奥多·罗斯福、約翰·肯尼迪、罗纳德·里根等總統。
门罗主义目的和影响持续超过一个世纪的时间，其间只有很小的变化。其主旨在于让拉丁美洲刚独立的殖民地免受欧洲的干预，避免新世界沦为旧世界列强的战场，从而使美国能够不受干扰的施加影响力。该主义宣称，新旧世界两者的势力范围需要保持清晰的区隔。此學說初由約翰·昆西·亞當斯等諸人構思而成，以宣佈美利堅合眾國在道義上反對殖民主義；後經多方重新詮釋為種種廣義之說法，西奧多·羅斯福（老羅斯福）總統即對其之擴充為美洲是美國的勢力範圍（以門羅主義之羅斯福推論而知名）。

## 要點
1823年，詹姆斯·门罗在第七次對國會演說的国情咨文中称，美国不干預现存的欧洲殖民地，也不会参与欧洲国家内部事务，但倘若欧洲国家如果进一步对北美或南美的土地进行殖民，对其政权进行干预，都将视为侵略行为，美国政府將會介入。当时，几乎所有拉丁美洲殖民地已经或正在取得独立，摆脱西班牙、葡萄牙的殖民统治。所以美国与英国达成共识，希望借此使得欧洲势力不再进入美洲。而“门罗主义”的说法最早是在1850年出现的。
門羅主義陳述三要點，第一點，歐洲各國不能再以任何美洲國家為殖民地。其次，在外交政策上行使華府方面的原則，即美國僅在本身利益受損的前提下介入歐洲事務。第三，美國視任何殖民美洲的企圖為對美國之國安威脅。老羅斯福總結以上三點並加入一項陳述：「温言在口，大棒在手。」（Speak softly and carry a big stick.），即所謂的巨棒外交。

## 背景

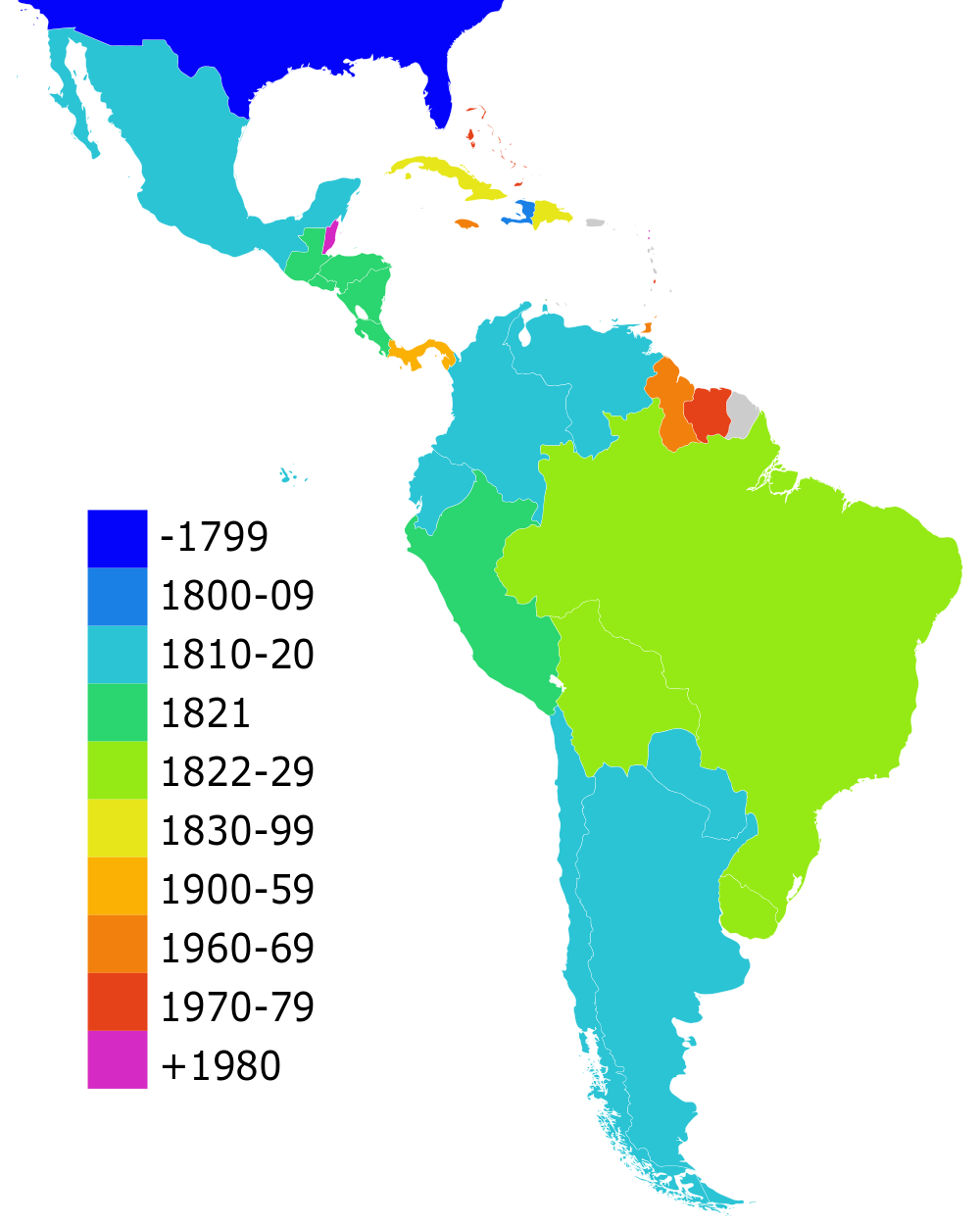
中南美洲各國的独立年

门罗主义形成的近因，是俄国要求攫取北美大陆西北沿岸地区，以及中南美洲国家争取独立的斗争。西班牙帝國在新大陸上的勢力，隨著拿破崙戰爭於1815年結束而瓦解。1815年至1820年間，何塞·德·聖馬丁引領阿根廷、智利、與秘魯走向獨立；而大哥倫比亞共和國的西蒙·玻利瓦爾則領導自己的國家走出殖民主義。這些新成立的共和國期望獲得美國承認，而美國國內許多人也認可這種想法。
但詹姆斯·門羅總統與其國務卿約翰·昆西·亞當斯不願在勝負未卜下冒國際戰爭之險。有人認為，就其作為看來，在歐洲列強未插手干涉的情況下，美國政府會讓西班牙與各個起事的殖民地自己分出你死我活；另有人堅稱，由政府承認這些戰爭並保持中立的態度看來，兩人在法理上已然承認這些新國家。後面這項說法，因美國當時將海軍艦艇售予這些起事的殖民地而獲支持。
英國則在維護君主制度與渴求新市場之間意見分歧。對英國而言，一整個南美洲是個比美國更大的市場。當法俄兩國提議與大英帝國共同協助西班牙收回其位於新大陸的殖民地時，遭英國峻拒。
美國當時正與西班牙就亞當斯─歐尼斯條約進行交涉。條約生效後，門羅政府開始擴大承認這些位於拉丁美洲的新共和國。阿根廷、智利、秘魯、與哥倫比亞於1822年皆獲美國承認。
1823年，法國請求西班牙重新扶持波旁王朝執政，兩國國內當時皆有傳言警示，神聖同盟（即俄羅斯、普魯士、與奧地利）在背後支持這些新興的共和國。兩國交好的消息令當時的英國政府（由詹姆斯·伍爾夫、威廉·彼特〔William Pitt〕及其他政治家共同合作）將法國逐出新大陸的努力前功盡棄．而法國將因此於美洲大陸再度得勢。
英國外相喬治·坎寧提議英美兩國聯手戒備法西兩國的干涉。托马斯·杰斐逊與詹姆斯·麥迪遜鼓勵門羅接受此議，但約翰·昆西·亞當斯抱持懷疑態度。亞當斯當時也顧慮著俄羅斯與墨西哥兩國插手英美兩國皆聲稱為其領土的奧勒岡國。
在1823年11月7日所舉行的內閣會議上，亞當斯反對坎寧之議，聲言「對俄、法明白表示我們的政策，較充當英國戰艦艦艉之救生艇，為更坦率而有尊嚴的作法。」 
亞當斯於會議中力戰各方，終於說服全體內閣採用獨立政策。在門羅於1823年12月2日於國會發表的國情諮文中所闡釋的觀點，即後世所稱之門羅主義。就實質而言，美利堅合眾國正告舊大陸上的列強，美洲不再開放給歐洲成立殖民地，而任何延伸歐洲勢力至新大陸上的作為，美利堅合眾國將視之為「危及我國之和平與安全」。美國不會介入歐洲各國之間的戰爭，也要求歐洲各國不插手美洲事務。
此一公開宣示，抵觸美國當時與歐洲列強在伊斯帕尼奥拉岛附近多處的殖民地之合作。伊斯帕尼奥拉岛曾遭多次佔領，今為聖多明哥與海地之所在。法蘭西與西班牙兩國皆對該處有興趣，企圖於該地重新取得利益，或再度發揮原有之影響力。十九世紀時，西班牙在這些作為上較為成功。就以後的事實發展來看，美國藉門羅主義在加勒比海各處紛爭中隨意支持任何一方，以維護短期的經濟利益，而非用以立下藩籬阻絕歐洲的干涉主義。

## 遺留之影響
雖然門羅主義成為無可否認的政策需時數十年，約翰·昆西·亞當斯當下的確樹立美國外交政策準則，此後之歷任政府皆無法對之視而不見。必須指出的是，此政策之所以獲得成功，是因為符合美國與英國兩者之利益，而英國以皇家海軍支撐此政策達五十年之久。
此政策於18年第一次實行，其時尚未得名門羅主義。美國當時為反對德克薩斯與英國結盟，而行使此政策。
1845年12月2日，詹姆斯·波爾克總統對國會宣佈，門羅主義須嚴格實行，而美國應積極西擴（參見昭昭天命）。
1852年，若干政治人物引述門羅主義以論說將西班牙人強行逐出古巴。1898年，美國於美西戰爭中獲勝，自西班牙手中取得古巴與波多黎各。
1864年至1867年間，法國拿破崙三世入侵墨西哥並建立傀儡政權，美國宣稱此舉違反「該主義」（參見墨西哥事變）。這是門羅主義首次為人公開稱為「主義」。
1870年代，尤里西斯·格蘭特總統廣義解釋門羅主義，宣稱美利堅合眾國不能容忍歐洲各國相互轉讓其位於美洲的各殖民地。
1895年，美國國務卿理查·歐恩尼再度廣義解釋門羅主義，以使美國有權調解發生在南美洲的邊界糾紛。此即歐恩尼解釋（Olney interpretation）。
1902年，英国、德国和意大利借口索取委内瑞拉政府所欠债务，用海军封锁委内瑞拉的港口。同年12月9日，阿根廷外長路易斯·德拉哥發佈《德拉哥宣言》（Drago Doctrine），作為門羅主義之擴充，即歐洲列強不可為追索欠债而對美洲國家動武。
1904年，多米尼加共和国遭法、意、德、比等债权国武力索债，西奥多·罗斯福提出“罗斯福推论”補入至門羅主義中，確保美國有權介入拉丁美洲，反对歐洲國家武力恫吓，并派遣海军舰只进入多米尼加领海。這是對門羅主義最大範圍之補充。三年后，美国和多米尼加签订条约，多米尼加海关與财政交美国代管。美國也以提防德國為名在1915年佔領海地。
1930年所發佈之克拉克備忘錄（Clark Memorandum）指出，門羅主義並未賦予美國在拉丁美洲未遭舊大陸列強威脅時介入之權，從而否定羅斯福推論。
約翰·甘迺迪總統在1962年8月29日的一次記者會中說道：
自門羅總統與約翰·昆西·亞當斯總統發佈門羅主義起，其本意即指我們反對外國勢力將其勢力延伸至西半球，這就是為什麼我們反對現今發生於古巴之事。這就是為什麼我們中斷貿易往來。這就是為什麼我們成立美洲國家組織並連同其他方式阻隔古巴共產黨的威脅。這就是為什麼我們要繼續努力並專注於此。
而昭昭天命則代表邁向帝國之路的雄心壯志。

## 批評
有人將門羅主義詮釋為美國具孤立主義的內涵；另有人斷言，門羅主義實際上美國是行使霸權，與對單方面審慎介入西半球各國的聲明，對英屬殖民地之作為即其事例。經指出，自1846年起，美國已有30次軍事介入拉丁美洲，暗地或間接行為則有47次。
許多拉丁美洲國家因而對此種「門羅主義」深感憤恨，形諸於口號：「美洲人的美洲。」口號經譯為西班牙語，相當程度上成為命運共同體的呼聲。「American／Americano」一詞，本代表美洲大陸上的全體居民，但在盎格魯世界用法中，幾乎單純是指美國人，這句口號因而顯而易見地暗示美洲屬美國所有。

## 冷戰
冷戰期間，門羅主義成為美國對拉丁美洲外交政策之框架。古巴革命後，建立親蘇聯的共產主義政權。訴諸門羅主義的聲音於美國國內再起，但由於原子彈這種新式武器的出現，此次著重用於防止以蘇聯為首的共產主義在拉丁美洲作進一步擴張。冷戰期間，美國對聲稱受共產黨威脅顛覆的中南美洲各國政府，提供情報與軍事上的援助。此舉在美國引發爭論。國內的左翼政治人物認為，共產黨對拉丁美洲的滲透威脅與蘇聯對當地影響遭過份誇大。（參見PBSUCCESS任務）
對新門羅主義之論戰於1980年代浮上枱面，成為伊朗軍售事件爭議的一部分。美國中央情報局當時在尼加拉瓜秘密訓練反政府游擊隊，意圖推翻桑定社會主義革命政府及丹尼爾·歐德嘉總統。此事連同其他的事件遭一併揭發。尼國內戰期間，約有14,000人身亡，150,000人流離失所。中情局局長羅勃·蓋茲為此秘密任務極力辯護，聲稱美國若不介入尼加拉瓜，就是「完全放棄門羅主義」。
對於隆納·雷根政府在福克蘭戰爭中對英國的支持，批評家指責美國的作法忽略門羅主義。但一個美洲國家（阿根廷）因為殖民地争议攻擊一個歐洲強權（英國）的屬地，既不符合美国利益，也不是通常上的門羅主義範疇。

## 例外情形─英屬北美
值得注意的是，英屬北美雖然位居美洲，且受歐洲列強直接管轄，卻不在行使門羅主義之範圍內。英美兩國為上加拿大與下加拿大誰屬，已經打過一場1812年戰爭，任何改變當時現狀之企圖，必定會令兩國再動干戈。
同樣值得注意的是，大英帝國視該殖民地，後來成為加拿大，其成為制衡美國霸權的重要力量。事實上，哈德遜灣公司後來被迫將魯珀特地（Rupert's Land）售予新成立的加拿大政府，而非美國，從而導致渥太華因為受殖民影響，成為制衡美國商業力量之重鎮。

## 進階閱讀
- Bemis, Samuel Flagg. John Quincy Adams and the Foundations of American Foreign Policy. 1949.

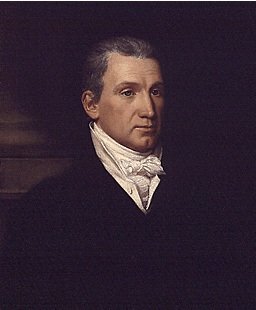
美国总统詹姆斯·门罗。

- Dozer, Donald. The Monroe Doctrine: Its Modern Significance. New York: Knopf, 1965.
- May, Ernest R. The Making of the Monroe Doctrine. Cambridge, Mass.: Harvard University Press, 1975.
- Merk, Frederick. The Monroe Doctrine and American Expansionism, 1843-1849. New York: Knopf, 1966.
- Murphy, Gretchen. Hemispheric Imaginings: The Monroe Doctrine and Narratives of U.S. Empire. Duke University Press, 2005. Examines the cultural context of the doctrine.
- Perkins, Dexter. The Monroe Doctrine, 1823-1826. 3 vols. 1927.
- Poetker, Joel S. The Monroe Doctrine. Columbus, Ohio: Charles E. Merrill Books, Inc, 1967.
- Smith, Gaddis. The Last Years of the Monroe Doctrine, 1945-1993. New York: Hill and Wang, 1994. Argues that the Monroe Doctrine became irrelevant after the end of the Cold War.
- 郭雙林: 門羅主義與清末民族主義思潮. <<史學月刊 >>2006年07期
- 戴开尧 , 祝俊峰：青年毛泽东与"湖南门罗主义"Young Mao Tse-tung and "The Monroe Doctrine of Hunan", in: 湖南科技大学学报（社会科学版）, 2004年03期

### 腳註
1. ↑  .   [2020-12-25]. （原始内容存档于2021-04-25）.

### 文獻
- 美國國務院："門羅主義" ──本文襲自此公共領域來源。

## 外部連結
- 國會圖書館中的門羅主義相關論述 （页面存档备份，存于）
- 選自門羅總統1823年12月2日之演說